# Groningse derby
De Groningse derby was een voetbalwedstrijd tussen de clubs Be Quick, Oosterparkers, Veendam, Velocitas, GVAV (en opvolger FC Groningen). Alle clubs komen uit de provincie Groningen waarvan enkel Veendam buiten de stad Groningen zijn thuiswedstrijden speelde. Het merendeel van de wedstrijden werd gespeeld in de beginperiode van de Tweede divisie. In 1959 keerde Oosterparkers terug naar het amateurvoetbal, een jaar later volgde Velocitas. In 1964 keerde ook Be Quick terug en verviel de stadsderby. Enkel het succesvolle GVAV bleef in de KNVB-competities actief. Vanaf 1964 werd de term Groningse derby gebruikt bij wedstrijden tussen GVAV/FC Groningen en Veendam.

## Uitslagen

### Be Quick – GVAV/FC Groningen
| Seizoen | Competitie         | Thuisploeg | Wedstrijd | Uitploeg     | Doelpuntenmakers                              | Doelpuntenmakers                                    |
| Seizoen | Competitie         | Thuisploeg | Wedstrijd | Uitploeg     | Thuisploeg                                    | Uitploeg                                            |
| ------- | ------------------ | ---------- | --------- | ------------ | --------------------------------------------- | --------------------------------------------------- |
| 1950/51 | Eerste klasse A    | Be Quick   | 1–0       | GVAV         | Hennie Rozema                                 |                                                     |
| 1950/51 | Eerste klasse A    | GVAV       | 2–1       | Be Quick     | J. Boven, Cees Kammeijer                      | Brugts                                              |
| 1960/61 | KNVB beker 1960/61 | Be Quick   | 1–1       | GVAV         | Piet Fransen (e.d.)                           | Klaas Nuninga                                       |
| 1960/61 | KNVB beker 1960/61 | Be Quick   | 2–4       | GVAV         | Rob Oosterhuis, Gerard Oosterloo              | Piet Fransen, Bé Kuiper, Henk Meuken, Jan Groninger |
| 1961/62 | KNVB beker 1961/62 | GVAV       | 4–1       | Be Quick     | Henk Klunder (2x), Henk Meuken, Klaas Nuninga | Dirk Roelfsema                                      |
| 2001/02 | KNVB beker 2001/02 | Be Quick   | 0–5       | FC Groningen |                                               | Dejan Curovic (3x), Hans Visser (2x)                |

### Be Quick – Oosterparkers
| Seizoen | Competitie      | Thuisploeg    | Wedstrijd | Uitploeg      | Doelpuntenmakers                       | Doelpuntenmakers                                      |
| Seizoen | Competitie      | Thuisploeg    | Wedstrijd | Uitploeg      | Thuisploeg                             | Uitploeg                                              |
| ------- | --------------- | ------------- | --------- | ------------- | -------------------------------------- | ----------------------------------------------------- |
| 1953/54 | Eerste klasse A | Be Quick      | 2–1       | Oosterparkers | Onbekend                               | Onbekend                                              |
| 1953/54 | Eerste klasse A | Oosterparkers | 1–3       | Be Quick      | Onbekend                               | Onbekend                                              |
| 1956/57 | Tweede divisie  | Be Quick      | 2–3       | Oosterparkers | Klaas Lugthart, Jenne Smit             | Roelof Minck, Klep Kuipers (e.d.), Jan Groninger      |
| 1956/57 | Tweede divisie  | Oosterparkers | 0–5       | Be Quick      |                                        | Kees van der Ley (2x), Peter de Boer (2x), Jenne Smit |
| 1957/58 | Tweede divisie  | Be Quick      | 1–2       | Oosterparkers | Ap Hansems                             | Henk Duitsch (2x)                                     |
| 1957/58 | Tweede divisie  | Oosterparkers | 0–2       | Be Quick      |                                        | Ap Hansems, Klaas van der Berg                        |
| 1958/59 | Tweede divisie  | Be Quick      | 3–1       | Oosterparkers | Ap Hansems, Wim van Dalsum, János Bédl | René Stiekema                                         |
| 1958/59 | Tweede divisie  | Oosterparkers | 3–2       | Be Quick      | Mans Weessies, Chris Metus, Essendaal  | Ap Hansems (2x)                                       |

### Be Quick – Veendam
| Seizoen | Competitie         | Thuisploeg | Wedstrijd | Uitploeg | Doelpuntenmakers                                                    | Doelpuntenmakers                       |
| Seizoen | Competitie         | Thuisploeg | Wedstrijd | Uitploeg | Thuisploeg                                                          | Uitploeg                               |
| ------- | ------------------ | ---------- | --------- | -------- | ------------------------------------------------------------------- | -------------------------------------- |
| 1954/55 | Eerste klasse B    | Be Quick   | 5–3       | Veendam  | Klaas Lugthart (3x), Jan Duit, Ids Kwast                            | Walburg (2x), Afinus de Vries          |
| 1956/57 | Tweede divisie     | Be Quick   | 2–4       | Veendam  | Rolf Greving, Klep Kuipers                                          | Klaas van der Berg (3x), Luitje Dekker |
| 1956/57 | Tweede divisie     | Veendam    | 2–2       | Be Quick | Jan van der Berg, Leo Stemkens (e.d.)                               | Jenne Smit, Dirk Huisman               |
| 1957/58 | Tweede divisie     | Be Quick   | 2–1       | Veendam  | Fré Mensinga, Ton Lupker                                            | Piet Commandeur                        |
| 1957/58 | Tweede divisie     | Veendam    | 4–2       | Be Quick | Tinus Marquering, Sietze de Jong, Afinus de Vries, Jan van der Berg | Klaas van der Berg (2x)                |
| 1958/59 | Tweede divisie     | Be Quick   | 1–2       | Veendam  | Ap Hansems                                                          | Afinus de Vries, Jan van der Berg      |
| 1958/59 | Tweede divisie     | Veendam    | 1–0       | Be Quick | Leo Stemkens                                                        |                                        |
| 1960/61 | KNVB beker 1960/61 | Be Quick   | 1–1       | Veendam  | Nico Engelander                                                     | Tiddo van der Ark                      |
| 2001/02 | KNVB beker 2001/02 | Veendam    | 0–0       | Be Quick |                                                                     |                                        |

### Be Quick – Velocitas
| Seizoen | Competitie         | Thuisploeg | Wedstrijd | Uitploeg  | Doelpuntenmakers                                       | Doelpuntenmakers                                                |
| Seizoen | Competitie         | Thuisploeg | Wedstrijd | Uitploeg  | Thuisploeg                                             | Uitploeg                                                        |
| ------- | ------------------ | ---------- | --------- | --------- | ------------------------------------------------------ | --------------------------------------------------------------- |
| 1950/51 | Eerste klasse A    | Be Quick   | 2–0       | Velocitas | Vink, Geert Fransen (e.d.)                             |                                                                 |
| 1950/51 | Eerste klasse A    | Velocitas  | 4–4       | Be Quick  | Eimers (2), Melissen, Wilken                           | Brugts, Amerika, Oldenstam, Appel                               |
| 1956/57 | Tweede divisie     | Be Quick   | 2–2       | Velocitas | Kees van der Ley, Jan Fabels                           | Bé Kuiper, Klaas van der Veen                                   |
| 1956/57 | Tweede divisie     | Velocitas  | 2–1       | Be Quick  | Piet Fransen, Bé Kuiper                                | Klaas Lugthart                                                  |
| 1956/57 | KNVB beker 1956/57 | Velocitas  | 3–3       | Be Quick  | Klaas van der Veen (2x), Evert Drommel                 | Jenne Smit (3x)                                                 |
| 1957/58 | Tweede divisie     | Be Quick   | 3–3       | Velocitas | Bas Paauwe, Klaas van der Berg, Piet Jager (p)         | Klaas van der Veen, Piet Eimers, Evert Drommel                  |
| 1957/58 | Tweede divisie     | Velocitas  | 1–2       | Be Quick  | Klaas van der Veen                                     | Ap Hansems, Piet Jager                                          |
| 1958/59 | Tweede divisie     | Be Quick   | 2–0       | Velocitas | Ap Hansems, Jelte Giezen                               |                                                                 |
| 1958/59 | Tweede divisie     | Velocitas  | 5–5       | Be Quick  | Henk Medema (2x), Jan Doom, Evert Drommel, Piet Eimers | Ap Hansems (2x), Klaas van der Berg, János Bédl, Wim van Dalsum |
| 1959/60 | Tweede divisie     | Be Quick   | 2–0       | Velocitas | Fré Mensinga, Gerard Oosterloo                         |                                                                 |
| 1959/60 | Tweede divisie     | Velocitas  | 0–1       | Be Quick  |                                                        | Fré Mensinga                                                    |
| 1962/63 | KNVB beker 1962/63 | Be Quick   | 2–1       | Velocitas | Chris Eimers (2x)                                      | Jurrien Smeltekop                                               |

### GVAV/FC Groningen – Veendam
| Seizoen | Competitie         | Thuisploeg   | Wedstrijd | Uitploeg     | Doelpuntenmakers                                                      | Doelpuntenmakers                                     |
| Seizoen | Competitie         | Thuisploeg   | Wedstrijd | Uitploeg     | Thuisploeg                                                            | Uitploeg                                             |
| ------- | ------------------ | ------------ | --------- | ------------ | --------------------------------------------------------------------- | ---------------------------------------------------- |
| 1956/57 | KNVB beker 1956/57 | GVAV         | 0–1       | Veendam      |                                                                       | Mattheus Korte                                       |
| 1959/60 | Eerste divisie     | GVAV         | 3–0       | Veendam      | Jan Groninger, Bé Kuiper, Rikkert La Crois                            |                                                      |
| 1959/60 | Eerste divisie     | Veendam      | 1–4       | GVAV         | Afinus de Vries                                                       | Rikkert La Crois (2x), Henk Meuken (2x)              |
| 1960/61 | KNVB beker 1960/61 | GVAV         | 3–2       | Veendam      | Piet Fransen (2x), Rikkert La Crois                                   | Bert Bouma, Evert Drommel                            |
| 1965/66 | KNVB beker 1965/66 | GVAV         | 0–3       | Veendam      |                                                                       | Bé Kuiper, Rikkert La Crois, Bennie Specken          |
| 1967/68 | KNVB beker 1967/68 | Veendam      | 1–1       | GVAV         | Henk Meuken                                                           | Piet Fransen                                         |
| 1970/71 | Eerste divisie     | Veendam      | 0–2       | GVAV         |                                                                       | Frans Guns, Bjarne Jensen                            |
| 1970/71 | Eerste divisie     | GVAV         | 0–0       | Veendam      |                                                                       |                                                      |
| 1972/73 | KNVB beker 1972/73 | Veendam      | 1–0       | FC Groningen | Fred Oldenburger                                                      |                                                      |
| 1974/75 | Eerste divisie     | Veendam      | 0–1       | FC Groningen |                                                                       | Jochem Lökken (e.d.)                                 |
| 1974/75 | Eerste divisie     | FC Groningen | 5–1       | Veendam      | Sip Bloemberg (2x), Ab Gritter, Wim van der Heide (p), Hugo Hovenkamp | Sip Bloemberg (e.d.)                                 |
| 1975/76 | Eerste divisie     | Veendam      | 2–1       | FC Groningen | Jan Bont, Willem Spindelaar                                           | Karsten Jensen                                       |
| 1975/76 | Eerste divisie     | FC Groningen | 0–0       | Veendam      |                                                                       |                                                      |
| 1976/77 | Eerste divisie     | FC Groningen | 1–1       | Veendam      | Jan van Dijk                                                          | Jos Brink                                            |
| 1976/77 | Eerste divisie     | Veendam      | 1–2       | FC Groningen | Jos Brink                                                             | Henk Veldmate, Peter Eimers                          |
| 1977/78 | Eerste divisie     | FC Groningen | 2–1       | Veendam      | Wallie Waalderbos, Henk Veldmate                                      | Jan Korte                                            |
| 1977/78 | Eerste divisie     | Veendam      | 0–2       | FC Groningen |                                                                       | Jannes Loves, Jan van Dijk                           |
| 1978/79 | Eerste divisie     | Veendam      | 1–0       | FC Groningen | Alex de Raad                                                          |                                                      |
| 1978/79 | Eerste divisie     | FC Groningen | 2–1       | Veendam      | Sip Bloemberg, Eddy Bakker                                            | Rinus Brinkman                                       |
| 1979/80 | Eerste divisie     | FC Groningen | 0–0       | Veendam      |                                                                       |                                                      |
| 1979/80 | Eerste divisie     | Veendam      | 1–3       | FC Groningen | Jurrie Koolhof                                                        | Eddy Bakker (1954), Wallie Waalderbos, Peter Houtman |
| 1986/87 | Eredivisie         | FC Groningen | 1–1       | Veendam      | Jos Roossien                                                          | Harris Huizingh                                      |
| 1986/87 | Eredivisie         | Veendam      | 2–3       | FC Groningen | Alex Klompstra, Marcel van Buuren                                     | René Eijkelkamp, Jan van Dijk, Johan de Kock         |
| 1988/89 | Eredivisie         | FC Groningen | 1–3       | Veendam      | Erik Groeleken                                                        | Ernst Söllner, Marcel van Buuren, René van Tilburg   |
| 1988/89 | Eredivisie         | Veendam      | 0–0       | FC Groningen |                                                                       |                                                      |
| 1994/95 | KNVB beker 1994/95 | Veendam      | 3–1       | FC Groningen | Willem Brouwer (2x), Romano Sion                                      | Armand MacAndrew                                     |
| 1995/96 | KNVB beker 1995/96 | FC Groningen | 4–1       | Veendam      | Mariano Bombarda (2x), Romano Sion, Dean Gorré                        | Jan Harm Schippers                                   |
| 1997/98 | KNVB beker 1997/98 | FC Groningen | 1–1       | Veendam      | Sergio Ommel                                                          | Joop Gall                                            |
| 1998/99 | Eerste divisie     | FC Groningen | 2–0       | Veendam      | Hugo, Leonardo                                                        |                                                      |
| 1998/99 | Eerste divisie     | Veendam      | 1–2       | FC Groningen | Arjan Ebbinge                                                         | Sander van Gessel, Pascal Averdijk                   |
| 1999/00 | Eerste divisie     | Veendam      | 1–1       | FC Groningen | Michiel Adams                                                         | Hugo                                                 |
| 1999/00 | Eerste divisie     | FC Groningen | 1–1       | Veendam      | Martin Drent                                                          | Toine Rorije                                         |
| 2000/01 | KNVB beker 2000/01 | FC Groningen | 1–0       | Veendam      | Magnus Johansson                                                      |                                                      |
| 2001/02 | KNVB beker 2001/02 | FC Groningen | 2–0       | Veendam      | Ali Boussaboun, Arjen Robben                                          |                                                      |
| 2002/03 | KNVB beker 2002/03 | FC Groningen | 1–1       | Veendam      | Pius Ikedia                                                           | Bert Zimmerman                                       |

### GVAV – Velocitas
| Seizoen | Competitie      | Thuisploeg | Wedstrijd | Uitploeg  | Doelpuntenmakers                                              | Doelpuntenmakers                                    |
| Seizoen | Competitie      | Thuisploeg | Wedstrijd | Uitploeg  | Thuisploeg                                                    | Uitploeg                                            |
| ------- | --------------- | ---------- | --------- | --------- | ------------------------------------------------------------- | --------------------------------------------------- |
| 1950/51 | Eerste klasse A | Velocitas  | 2–5       | GVAV      | Abel Alting (e.d.), Piet Eimers                               | Piet Dol (2), Jaap van Oosten (2), Johnny de Grooth |
| 1950/51 | Eerste klasse A | GVAV       | 4–0       | Velocitas | Chris Pals, Cees Kammeijer, Jaap van Oosten, Johnny de Grooth |                                                     |

### Oosterparkers – Veendam
| Seizoen | Competitie     | Thuisploeg    | Wedstrijd | Uitploeg      | Doelpuntenmakers                                 | Doelpuntenmakers                                       |
| Seizoen | Competitie     | Thuisploeg    | Wedstrijd | Uitploeg      | Thuisploeg                                       | Uitploeg                                               |
| ------- | -------------- | ------------- | --------- | ------------- | ------------------------------------------------ | ------------------------------------------------------ |
| 1956/57 | Tweede divisie | Oosterparkers | 1–1       | Veendam       | Jan Groninger                                    | Jan van der Berg                                       |
| 1956/57 | Tweede divisie | Veendam       | 2–1       | Oosterparkers | Piet Jager, Sietze de Jong                       | Tjerk Bolhuis (p)                                      |
| 1957/58 | Tweede divisie | Oosterparkers | 3–4       | Veendam       | Jan Dijkstra (2x), Klaas Snip                    | Mattheus Korte (2x), Piet Commandeur, Tinus Marquering |
| 1957/58 | Tweede divisie | Veendam       | 4–0       | Oosterparkers | Leo Stemkens (2x), Jannie Löhr, Jan van der Berg |                                                        |
| 1958/59 | Tweede divisie | Oosterparkers | 0–1       | Veendam       |                                                  | Sietze de Jong                                         |
| 1958/59 | Tweede divisie | Veendam       | 3–1       | Oosterparkers | Leo Stemkens, Afinus de Vries, Mattheus Korte    | René Stiekema                                          |

### Oosterparkers – Velocitas
| Seizoen | Competitie     | Thuisploeg    | Wedstrijd | Uitploeg      | Doelpuntenmakers                            | Doelpuntenmakers                                                 |
| Seizoen | Competitie     | Thuisploeg    | Wedstrijd | Uitploeg      | Thuisploeg                                  | Uitploeg                                                         |
| ------- | -------------- | ------------- | --------- | ------------- | ------------------------------------------- | ---------------------------------------------------------------- |
| 1956/57 | Tweede divisie | Oosterparkers | 2–5       | Velocitas     | Jan Groninger, Klaas Snip                   | Klaas van der Veen (4x), Bé Kuiper                               |
| 1956/57 | Tweede divisie | Velocitas     | 3–4       | Oosterparkers | Bé Kuiper, Piet Fransen, Klaas van der Veen | Klaas Snip, Chris Metus, Jan Groninger, Evert Drommel (e.d.)     |
| 1957/58 | Tweede divisie | Oosterparkers | 2–4       | Velocitas     | Henk Duitsch (p), Jan Vrieling (e.d.)       | Evert Drommel, Chris Metus, Marinus de Vries, Klaas van der Veen |
| 1957/58 | Tweede divisie | Velocitas     | 1–0       | Oosterparkers | Henk Medema                                 |                                                                  |
| 1958/59 | Tweede divisie | Oosterparkers | 2–0       | Velocitas     | René Stiekema, Tjerk Bolhuis                |                                                                  |
| 1958/59 | Tweede divisie | Velocitas     | 0–0       | Oosterparkers |                                             |                                                                  |

### Veendam – Velocitas
| Seizoen | Competitie      | Thuisploeg | Wedstrijd | Uitploeg  | Doelpuntenmakers                                     | Doelpuntenmakers                |
| Seizoen | Competitie      | Thuisploeg | Wedstrijd | Uitploeg  | Thuisploeg                                           | Uitploeg                        |
| ------- | --------------- | ---------- | --------- | --------- | ---------------------------------------------------- | ------------------------------- |
| 1955/56 | Eerste klasse A | Velocitas  | 2–2       | Veendam   | Bé Kuiper, Carel Heideveld                           | Klaas van der Berg (2x)         |
| 1955/56 | Eerste klasse A | Veendam    | 1–4       | Velocitas | Sietze de Jong                                       | Geert Lanting (2x), Piet Eimers |
| 1956/57 | Tweede divisie  | Velocitas  | 1–3       | Veendam   | Klaas van der Veen                                   | Leo Stemkens (2x), Piet Jager   |
| 1956/57 | Tweede divisie  | Veendam    | 5–1       | Velocitas | Klaas van der Berg (3x), Piet Jager, Afinus de Vries | Piet Fransen                    |
| 1957/58 | Tweede divisie  | Velocitas  | 3–1       | Veendam   | Klaas van der Veen (2x), Marinus de Vries            | Afinus de Vries                 |
| 1957/58 | Tweede divisie  | Veendam    | 2–2       | Velocitas | Tinus Marquering, Afinus de Vries                    | Max Rosies, Klaas van der Veen  |
| 1958/59 | Tweede divisie  | Velocitas  | 0–0       | Veendam   |                                                      |                                 |
| 1958/59 | Tweede divisie  | Veendam    | 2–1       | Velocitas | Leo Stemkens, Afinus de Vries                        | Henk Medema                     |